# Raúl Eduardo Vela Chiriboga
Raúl Eduardo Vela Chiriboga, né le 1er janvier 1934 à Riobamba, en Équateur, et mort le 15 novembre 2020 à Quito, est un cardinal équatorien, archevêque de Quito de 2003 à 2010.

## Biographie
Il est ordonné prêtre le 28 juillet 1957 pour le diocèse de Riobamba.
Le 20 avril 1972, le pape Paul VI le nomme évêque titulaire (ou in partibus) d'Ausafa (de), évêque auxiliaire de Guayaquil. En 1975, il est transféré au siège épiscopal d'Azogues où il reste jusqu'en 1989. Jean-Paul II le nomme alors ordinaire militaire (évêque aux armées) d'Équateur avec le titre d'évêque titulaire de Pauzera (de), poste qu'il occupe jusqu'au 7 mai 1988.
Le 21 mars 1998 il est nommé archevêque métropolitain de Quito où il succède au cardinal Antonio José González Zumárraga. Il se retire le 10 septembre 2010, ayant atteint la limite d'âge. 
Deux mois plus tard, il est créé cardinal par Benoît XVI lors du consistoire du 20 novembre 2010. Il reçoit alors le titre de cardinal-prêtre de Santa Maria in Via. Il participe au conclave de 2013 qui élit le pape François.
Il meurt le 15 novembre 2020 à Quito, à l'âge de 86 ans. Les funérailles sont célébrées deux jours plus tard par l'archevêque de Quito, Alfredo José Espinoza Mateus, à la cathédrale de la capitale équatorienne. Il est ensuite enterré dans la crypte des archevêques de la cathédrale.